# 2020年太平洋颶風季
2020年太平洋颶風季是每年一度全球熱帶氣旋產生週期的一部分。東太平洋颶風季從2020年5月15日開始；而中太平洋颶風季從2020年6月開始。本條目的範圍僅侷限於赤道以北及國際換日線以東的太平洋，於赤道以北及國際換日線以西的太平洋水域產生的風暴則被稱為颱風，並被列入2020年太平洋颱風季。在東、中太平洋產生的熱帶風暴分別是由美國國家颶風中心（英語：NHC）及中太平洋颶風中心（英語：CPHC）命名，國際編號分別為xxE或xxC。更多關於東、中太平洋的颶風，請參見太平洋颶風季。
2020年太平洋颶風季第一個氣旋生成於2020年4月25日的熱帶低氣壓01E。以下各熱帶氣旋資訊以熱帶氣旋存在期間的最強形態為準。

## 已被國際命名的熱帶氣旋

### 熱帶風暴阿曼達（Amanda）
5月30日，一個低壓在瓜地馬拉以南形成，美國海軍研究實驗室給予擾動編號91E。上午7時，聯合颱風警報中心對其發布熱帶氣旋形成警報。
5月31日凌晨4時，國家颶風中心將其升格為熱帶低氣壓，給予熱帶氣旋編號02E。下午5時，國家颶風中心將其升格為熱帶風暴，並命名為“阿曼達”（Amanda）。
6月1日凌晨2時，國家颶風中心將其降格為熱帶低氣壓。上午5時，國家颶風中心將其降格為低氣壓。其殘餘雲系最後於北大西洋發展為第三號熱帶風暴克里斯托巴爾（Cristobal）。

### 熱帶風暴鮑里斯（Boris）
6月23日，一個低壓在東北太平洋海面上形成，美國海軍研究實驗室給予擾動編號93E。
6月24日上午11時，聯合颱風警報中心對其發布熱帶氣旋形成警報。晚間11時，國家颶風中心將其升格為熱帶低氣壓，給予熱帶氣旋編號03E。
6月26日上午5時，國家颶風中心將其升格為熱帶風暴，並命名為「鮑里斯」（Boris）。下午5時，國家颶風中心將其降格為熱帶低氣壓。下午，國家颶風中心認為鮑里斯已進入中北太平洋，交由中太平洋颶風中心對此熱帶低氣壓發報。

### 熱帶風暴克里斯蒂娜（Cristina）
7月6日，一個低壓在墨西哥以南形成，美國海軍研究實驗室給予擾動編號97E。晚間9時，聯合颱風警報中心對其發布熱帶氣旋形成警報。
7月7日上午5時，國家颶風中心將其升格為熱帶低氣壓，給予熱帶氣旋編號05E。上午11時，國家颶風中心將其升格為熱帶風暴，並命名為「克里斯蒂娜」（Cristina）。
7月13日凌晨2時，國家颶風中心將其降格為熱帶低氣壓。

### 颶風道格拉斯（Douglas）
7月19日，一個低壓在下加利福尼亞州半島南端西南形成，美國海軍研究實驗室給予擾動編號90E。
7月20日下午5時，聯合颱風警報中心對其發布熱帶氣旋形成警報。晚間11時，國家颶風中心將其升格為熱帶低氣壓，給予熱帶氣旋編號08E。
7月21日上午8時，國家颶風中心將其升格為熱帶風暴，並命名為「道格拉斯」（Douglas）。
7月22日晚間11時，國家颶風中心將其升格為一級颶風。
7月23日上午11時，國家颶風中心將其升格為二級颶風。下午2時，國家颶風中心將其升格為三級颶風。
7月24日上午11時，國家颶風中心將其升格為四級颶風。下午5時，國家颶風中心認為道格拉斯已進入中北太平洋，交由中太平洋颶風中心對此颶風發報。晚間11時，中太平洋颶風中心將其降格為三級颶風。
7月25日下午5時，中太平洋颶風中心將其降格為二級颶風。上午6時，中太平洋颶風中心將其降格為一級颶風。
7月27日上午11時，中太平洋颶風中心將其降格為熱帶風暴。
7月29日晚間11時，中太平洋颶風中心將其降格為後熱帶氣旋。
7月30日下午1時30分，位於中太平洋的道格拉斯越過國際日期變更線進入西北太平洋範圍，聯合颱風警報中心將其評定為殘留低氣壓，並發出最後的警報。

### 颶風伊利達（Elida）
8月7日，一個低壓在特萬特佩克灣以南形成，美國海軍研究實驗室給予擾動編號90E。下午5時，聯合颱風警報中心對其發布熱帶氣旋形成警報。
8月9日上午，國家颶風中心將其升格為熱帶低氣壓，給予熱帶氣旋編號09E。下午5時，國家颶風中心將其升格為熱帶風暴，並命名為「依利達」（Elida）。
8月11日凌晨，國家颶風中心將其升格為一級颶風。晚間8時，國家颶風中心將其升格為二級颶風。
8月12日上午，國家颶風中心將其降格為一級颶風。晚間，國家颶風中心將其降格為熱帶風暴。
8月13日上午，國家颶風中心將其降格為熱帶低氣壓。

### 熱帶風暴福斯托（Fausto）
8月14日，一個低壓在下加利福尼亞州半島南端西南形成，美國海軍研究實驗室給予擾動編號94E。
8月16日上午，國家颶風中心將其升格為熱帶低氣壓，給予熱帶氣旋編號11E。晚間，國家颶風中心將其升格為熱帶風暴，並命名為「福斯托」（Fausto）。
8月17日上午10時，國家颶風中心將其降格為熱帶低氣壓。

### 颶風金娜薇（Genevieve）
8月15日，一個低壓在哥斯大黎加以西形成，美國海軍研究實驗室給予擾動編號95E。
8月16日晚間，國家颶風中心將其升格為熱帶低氣壓，給予熱帶氣旋編號12E。
8月17日凌晨3時，國家颶風中心將其升格為熱帶風暴，並命名為「金娜薇」（Genevieve）。晚間8時，國家颶風中心將其升格為一級颶風。
8月18日上午8時，國家颶風中心將其升格為二級颶風。下午4時50分，國家颶風中心將其升格為三級颶風。晚間7時，國家颶風中心將其升格為四級颶風。
8月19日上午9時，國家颶風中心將其降格為三級颶風。
8月20日上午6時，國家颶風中心將其降格為二級颶風。上午9時，國家颶風中心將其降格為一級颶風。
8月21日凌晨，國家颶風中心將其降格為熱帶風暴。
8月22日凌晨，國家颶風中心將其降格為熱帶低氣壓。

### 熱帶風暴埃爾南（Hernan）
8月23日下午3時，一個低壓在下加利福尼亞州半島南端西南形成，美國海軍研究實驗室給予擾動編號97E。
8月26日下午5時，國家颶風中心將其升格為熱帶低氣壓，給予熱帶氣旋編號13E。
8月27日凌晨5時，國家颶風中心將其升格為熱帶風暴，並命名為「埃爾南」（Hernan）。
8月28日晚間11時，國家颶風中心將其降格為熱帶低氣壓。

### 熱帶風暴依莎娜（Iselle）
8月25日晚間7時，一個低壓在下加利福尼亞州半島南端西南形成，美國海軍研究實驗室給予擾動編號99E。
8月26日晚間11時，國家颶風中心將其升格為熱帶低氣壓，給予熱帶氣旋編號14E。
8月27日凌晨5時，國家颶風中心將其升格為熱帶風暴，並命名為「依莎娜」（Iselle）。
8月30日下午5時，國家颶風中心將其降格為熱帶低氣壓。

### 熱帶風暴胡里奥（Julio）
9月4日，2020年大西洋颶風季的颶風娜娜（Nana）的殘留雲系進入東北太平洋發展，美國海軍研究實驗室重新給予擾動編號90E。
9月6日上午5時，國家颶風中心將其升格為熱帶風暴，並命名為胡里奧（Julio）。
9月7日上午11時，國家颶風中心將其降格為熱帶低氣壓。下午4時，國家颶風中心將其降格為低氣壓。

### 熱帶風暴卡琳娜（Karina）
9月11日，一個低壓在墨西哥南方形成，美國海軍研究實驗室給予擾動編號92E。
9月13日上午11時，國家颶風中心將其升格為熱帶低氣壓，給予熱帶氣旋編號16E。下午5時，國家颶風中心將其升格為熱帶風暴，並命名為卡琳娜（Karina）。
9月17日上午5時，國家颶風中心將其降格為熱帶低氣壓。上午11時，國家颶風中心將其降格為低氣壓。

### 熱帶風暴洛厄爾（Lowell）
9月20日凌晨0時，一個低壓在墨西哥西南形成，美國海軍研究實驗室給予擾動編號93E。
9月21日上午5時，國家颶風中心將其升格為熱帶低氣壓，給予熱帶氣旋編號17E。
9月22日凌晨5時，國家颶風中心將其升格為熱帶風暴，並命名為洛厄爾（Lowell）。
9月26日上午5時，國家颶風中心將其降格為低氣壓。

### 颶風瑪麗（Marie）
9月28日凌晨1時，一個低壓在墨西哥西南方形成，美國海軍研究實驗室給予擾動編號94E。
9月29日下午5時，國家颶風中心將其升格為熱帶低氣壓，給予熱帶氣旋編號18E。
9月30日上午5時，國家颶風中心將其升格為熱帶風暴，並命名為瑪麗（Marie）。
10月1日上午5時，國家颶風中心將其升格為一級颶風。下午11時，國家颶風中心將其升格為二級颶風。
10月2日上午11時，國家颶風中心將其升格為三級颶風。下午5時，國家颶風中心將其升格為四級颶風。
10月4日上午5時，國家颶風中心將其降格為三級颶風。下午5時，國家颶風中心將其降格為二級颶風。下午11時，國家颶風中心將其降格為一級颶風。
10月5日上午11時，國家颶風中心將其降格為熱帶風暴。
10月7日上午11時，國家颶風中心判定其已轉化為後熱帶氣旋。

### 熱帶風暴諾伯特（Norbert）
10月4日上午8時，一個低壓在墨西哥西南海岸以南形成，美國海軍研究實驗室給予擾動編號95E。
10月6日上午5時，國家颶風中心將其升格為熱帶低氣壓，給予熱帶氣旋編號19E。下午3時，國家颶風中心將其升格為熱帶風暴，並命名諾伯特（Norbert）(因為浮標實測達到命名標準才升格)。
10月8日上午5時，國家颶風中心將其降格為熱帶低氣壓。
10月10日下午5時，國家颶風中心將其降格為低氣壓。
10月14日上午5時，國家颶風中心將其再度升格為熱帶低氣壓。上午11時，國家颶風中心將其再度升格為熱帶風暴。
10月15日上午5時，國家颶風中心將其再度降格為熱帶低氣壓。下午5時，國家颶風中心判定其已轉化為後熱帶氣旋。

### 熱帶風暴奥德莉絲（Odalys）
11月2日晚間8時，一個低壓在下加利福尼亞州半島南端以南形成，美國海軍研究實驗室給予擾動編號97E。
11月4日上午5時，國家颶風中心直接將其升格為熱帶風暴，給予熱帶氣旋編號20E，並命名奥德莉絲(Odalys)。
11月6日上午10時，國家颶風中心判定其已轉化為後熱帶氣旋。

### 熱帶風暴波洛（Polo）
11月14日，一個低壓在墨西哥海岸西南形成，美國海軍研究實驗室給予擾動編號98E。
11月18日上午5時，國家颶風中心將其升格為熱帶低氣壓，給予熱帶氣旋編號21E。晚間11時，國家颶風中心將其升格為熱帶風暴，並命名為波洛（Polo）。
11月19日晚間11時，國家颶風中心將其降格為熱帶低氣壓。
10月20日上午11時，國家颶風中心判定其已轉化為後熱帶氣旋。

## 未被國際命名的熱帶氣旋

### 熱帶低氣壓01E
4月23日，一個低壓在墨西哥西南方遠洋形成，美國海軍研究實驗室給予擾動編號90E。
4月24日上午10時，聯合颱風警報中心對其發布熱帶氣旋形成警報。
4月25日晚間8時，國家颶風中心將其升格為熱帶低氣壓，給予熱帶氣旋編號01E。國家颶風中心指出，這是1966年衛星時代以來最早紀錄，同時01E也打破2017年熱帶風暴阿德里安的紀錄，成為東太平洋史上最早獲得正式編號的熱帶氣旋。
4月27日凌晨2時，國家颶風中心將其降格為低氣壓。

### 熱帶低氣壓04E
6月28日，一個低壓在墨西哥以西形成，美國海軍研究實驗室給予擾動編號95E。
6月30日上午5時，聯合颱風警報中心對其發布熱帶氣旋形成警報。上午11時，國家颶風中心將其升格為熱帶低氣壓，給予熱帶氣旋編號04E。7月1日上午5時，國家颶風中心將其降格為低氣壓。

### 熱帶低氣壓06E
7月11日，一個低壓在墨西哥以西形成，美國海軍研究實驗室給予擾動編號98E。
7月14日凌晨1時，聯合颱風警報中心對其發布熱帶氣旋形成警報。凌晨3時，國家颶風中心將其升格為熱帶低氣壓，給予熱帶氣旋編號06E。
7月15日上午9時，國家颶風中心將其降格為低氣壓。

### 熱帶風暴07E
7月19日，一個低壓在下加利福尼亞州半島南端西南形成，美國海軍研究實驗室給予擾動編號90E。下午5時，聯合颱風警報中心對其發布熱帶氣旋形成警報。
7月20日下午3時，國家颶風中心將其升格為熱帶低氣壓，給予熱帶氣旋編號07E。
7月22日，凌晨2時，國家颶風中心將其降格為低氣壓。
12月12日凌晨1時，國家颶風中心在最佳路徑中將其補升為熱帶風暴，風速提升至35節(每小時65公里)，氣壓下調為1006百帕。

### 熱帶低氣壓10E
8月11日，一個低壓在下加利福尼亞州半島南端西南形成，美國海軍研究實驗室給予擾動編號92E。
8月13日下午，國家颶風中心將其升格為熱帶低氣壓，給予熱帶氣旋編號10E。
8月16日晚間10時，國家颶風中心對其發出最後警報。
8月17日凌晨，國家颶風中心將其升格為低氣壓。

## 風暴名稱

### 東太平洋
下面的名字將被用於於2020年在東北太平洋形成而又被命名的風暴。如果有退役名稱的話，將由世界氣象組織在2021年春天宣布。在這個名單中未退役的名字將在2026年的風季中再次使用。黑色體字表示今年已經使用過，黑色粗體名稱則表示該風暴活躍中，未使用之名字則以灰色字體表示。
| - Amanda - Boris - Cristina - Douglas - Elida - Fausto - Genevieve - Hernan | - Iselle - Julio - Karina - Lowell - Marie - Norbert - Odalys - Polo | - Rachel（未用） - Simon（未用） - Trudy（未用） - Vance（未用） - Winnie（未用） - Xavier（未用） - Yolanda（未用） - Zeke（未用） |

### 中太平洋
下列名稱將用於2020年在中太平洋形成的風暴。
| - Hone（未用） | - Iona（未用） | - Keli（未用） | - Lala（未用） |

## 颶風季影響
以下圖表顯示了2020年太平洋颶風季的所有熱帶氣旋以及它們的登陸資料(如有)。在括號內的死亡人數屬於非直接，但仍與風暴有關的死亡。所有破壞及死亡數字都包括風暴在擾動及溫帶氣旋階段時的資料。
| 萨菲尔-辛普森飓风风力等级 |    |    |    |    |    |    |
| TD                        | TS | C1 | C2 | C3 | C4 | C5 |

| 01E        | 4月25日－4月27日   | 热带低气压 | 35 (55)   | 1006 | 無                                 | 無    | 無   |  |
| 阿曼達     | 5月31日－6月1日    | 热带风暴   | 40(65)    | 1003 | 瓜地馬拉、薩爾瓦多、宏都拉斯       | ≥$2億 | 33   |  |
| 鮑里斯     | 6月24日－6月28日   | 热带风暴   | 40(65)    | 1005 | 無                                 | 無    | 無   |  |
| 04E        | 6月30日－7月1日    | 热带低气压 | 35(55)    | 1004 | 無                                 | 無    | 無   |  |
| 克里斯蒂娜 | 7月6日－7月13日    | 热带风暴   | 70(110)   | 993  | 索科羅島                           | 無    | 無   |  |
| 06E        | 7月14日－7月15日   | 热带低气压 | 35(55)    | 1007 | 無                                 | 無    | 無   |  |
| 07E        | 7月20日－7月22日   | 热带风暴   | 40(65)    | 1006 | 無                                 | 無    | 無   |  |
| 道格拉斯   | 7月20日－7月30日   | 四级飓风   | 130(215)  | 954  | 夏威夷州                           | 很小  | 無   |  |
| 伊利達     | 8月9日－8月13日    | 二级飓风   | 100(155)  | 975  | 墨西哥、索科羅島                   | 無    | 無   |  |
| 10E        | 8月13日－8月17日   | 热带低气压 | 35(55)    | 1004 | 無                                 | 無    | 無   |  |
| 福斯托     | 8月16日－8月17日   | 热带风暴   | 40(65)    | 1004 | 無                                 | 無    | (0)1 |  |
| 金娜薇     | 8月16日－8月22日   | 四级飓风   | 130(215)  | 950  | 墨西哥、索科羅島、下加利福尼亞半島 | 無    | 2    |  |
| 埃爾南     | 8月26日－8月29日   | 热带风暴   | 45(75)    | 1001 | 墨西哥、下加利福尼亞半島           | 未知  | 無   |  |
| 依莎娜     | 8月26日－8月31日   | 热带风暴   | 50(85)    | 997  | 克拉里翁島                         | 無    | 無   |  |
| 胡里奧     | 9月6日－9月7日     | 热带风暴   | 40(75)    | 1003 | 無                                 | 無    | 無   |  |
| 卡琳娜     | 9月13日－9月17日   | 热带风暴   | 60(95)    | 996  | 無                                 | 無    | 無   |  |
| 洛厄爾     | 9月20日－9月26日   | 热带风暴   | 50(85)    | 999  | 無                                 | 無    | 無   |  |
| 瑪麗       | 9月29日－10月7日   | 四级飓风   | 130(215)  | 947  | 無                                 | 無    | 無   |  |
| 諾伯特     | 10月6日－10月15日  | 热带风暴   | 50(85)    | 1001 | 無                                 | 無    | 無   |  |
| 奧德莉絲   | 11月4日－11月6日   | 热带风暴   | 50(85)    | 1000 | 無                                 | 無    | 無   |  |
| 波洛       | 11月17日－11月20日 | 热带风暴   | 40(75)    | 1004 | 無                                 | 無    | 無   |  |
| 季节总结   |                    |            |           |      |                                    |       |      |  |
| 21个气旋   | 4月25日－11月20日  |            | 130 (215) | 948  |                                    | ≥$2億 | 36   |  |

## 內部連結
- 2020年太平洋颱風季
- 2020年北印度洋氣旋季
- 2020年大西洋颶風季
- 2019－2020年西南印度洋熱帶氣旋季
- 2019－2020年澳洲地區熱帶氣旋季
- 2019－2020年南太平洋熱帶氣旋季
- 2020－2021年西南印度洋熱帶氣旋季
- 2020－2021年澳洲地區熱帶氣旋季
- 2020－2021年南太平洋熱帶氣旋季

## 外部連結
- 美國國家颶風中心（页面存档备份，存于）
- 美國中太平洋颶風中心（页面存档备份，存于）
- 美國海軍實驗室（页面存档备份，存于）
- ACE（页面存档备份，存于）